# Pseudozelurus arizonicus
Pseudozelurus arizonicus är en insektsart som först beskrevs av Banks 1910.  Pseudozelurus arizonicus ingår i släktet Pseudozelurus och familjen rovskinnbaggar. Inga underarter finns listade i Catalogue of Life.